# Беляев, Митрофан Петрович
Митрофан Петрович Беляев (10 (22) февраля 1836, Санкт-Петербург — 28 декабря 1903 (10 января 1904), там же) — русский лесопромышленник, музыкальный издатель и меценат, основатель Беляевского кружка, объединившего многих выдающихся музыкантов.

## Биография
Родился в семье известного петербургского лесопромышленника, купца 1-й гильдии, коммерции советника Петра Абрамовича Беляева (1806—1884) и Екатерины Яковлевны Никифоровой (1804—1900) из обрусевших шведов.
Кроме старшего Митрофана в семье родились и младшие дети Сергей, Яков, Анна, Татьяна, Абрам.
С молодости принимал активное участие в делах отца, прожил несколько лет в Архангельской губернии на берегах Белого моря в селе Сорока. В 1867 году получил разрешение от Министерства государственных имуществ Российской империи на эксплуатацию лесов на берегах реки Выг. 19 сентября 1869 года запустил паровой лесопильный завод «Космополит» на берегу Сорокской бухты Белого моря (ныне г. Беломорск). В 1876 году рядом был запущен второй паровой лесопильный завод «Финляндский».
Получил домашнее музыкальное образование; обучался игре на альте и фортепиано. Проживая в Архангельске, организовал любительский кружок квартетной музыки, сам исполнял партию второй скрипки.

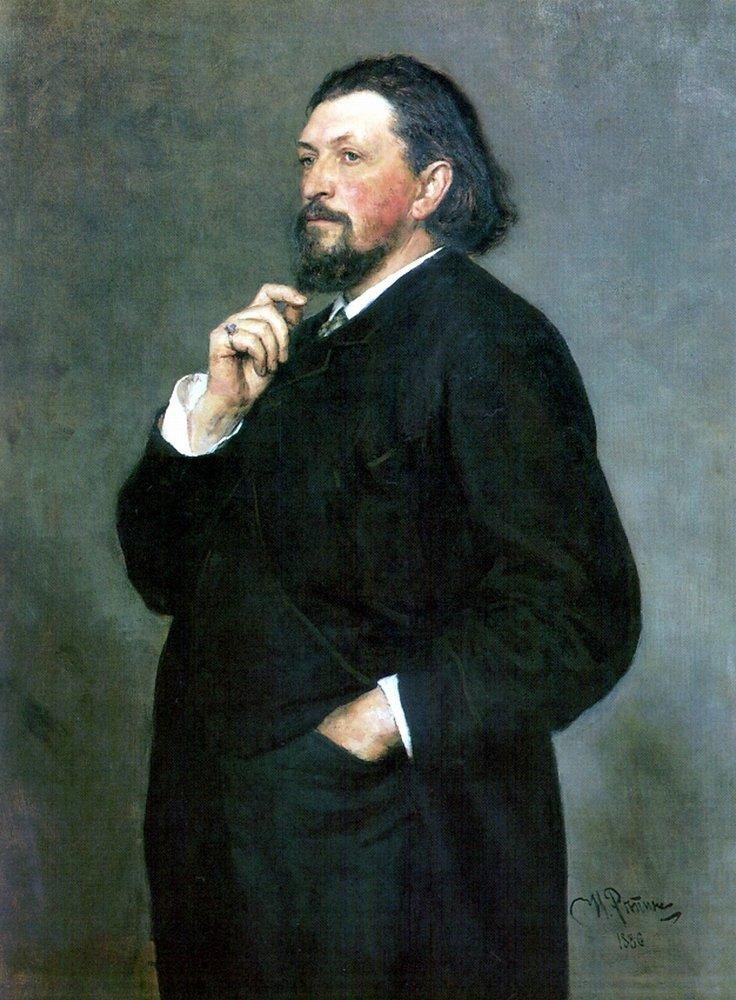
Портрет Митрофана Петровича Беляева работы Репина (1886)

С 1882 года устраивал у себя дома в Петербурге по адресу Николаевская ул., дом 50, кв. 16 еженедельные (по пятницам) музыкальные вечера камерной музыки (которые в первое время не прерывались даже и летом), положившие начало объединению выдающихся музыкальных деятелей, в дальнейшем известного как Беляевский кружок. Обычными посетителями «Беляевских пятниц» были Н. А. Римский-Корсаков, А. К. Глазунов, А. К. Лядов и многие другие выдающиеся музыканты-композиторы и исполнители; здесь можно было встретить и А. П. Бородина, и П. И. Чайковского, и Ц. А. Кюи, и приезжих артистов, как, например, Никиша и других. Тесные связи с Беляевским кружком поддерживал музыковед Александр Оссовский. Одним из видных представителей молодого поколения беляевцев был польский композитор, дирижёр и педагог Витольд Малишевский.
Исполнялись на этих вечерах — преимущественно любительским квартетом, в котором Беляев играл на альте, — наряду с классическими произведениями иностранной музыки, и только что написанные сочинения русских композиторов. Большое число мелких отдельных пьес, нарочно для Беляевских пятниц написанных, изданы затем Беляевым в двух сборниках под заглавием «Пятницы» (см. «Вестник Самообразования», 1904, № 6). По пятницам разыгрывались и сочинения, присылавшиеся ежегодно на конкурс, учреждённый Беляевым при СПб. обществе камерной музыки. Последние годы Беляев состоял председателем этого общества. Под влиянием своего увлечения новейшей русской музыкой, в особенности сочинениями А. К. Глазунова, Беляев с 1884 года оставил активную предпринимательскую деятельность, передав руководство семейными лесопромышленными предприятиями младшему брату Сергею Петровичу (1847—1911), и предался всецело служению интересам русской музыки.
В 1884 году состоялся первый из «Русских симфонических концертов», которые также финансировались Беляевым. Эти оркестровые концерты на пике своей популярности (во второй половине 1880-х гг.) проходили до 6 раз в сезон; главным дирижёром их до 1900 г. был Н. А. Римский-Корсаков. С 1891 года в течение ряда лет в рамках этого мероприятия проводились также квартетные вечера. В тематические программы Русских симфонических концертов включались сочинения не только петербургских (Глинки, Даргомыжского, композиторов «Могучей кучки»), но и московских композиторов (Чайковского, Танеева, Скрябина, Рахманинова). После смерти Беляева Русские симфонические концерты, продолжавшиеся до середины 1918 г., финансировались из средств, завещанных им Попечительному совету для поощрения русских композиторов и музыкантов.
Тогда же, в 1884 году, Беляев учредил Глинкинскую премию, ежегодно вручавшуюся русским композиторам за лучшие музыкальные произведения. Согласно завещанию мецената, после его смерти вручение премий продолжил созданный для этой цели Попечительный совет. Всего с 1884 по 1917 год было награждено 216 произведений; в числе лауреатов были А. П. Бородин, П. И. Чайковский, А. Н. Римский-Корсаков, А. К. Глазунов, С. В. Рахманинов, А. Н. Скрябин и другие композиторы.
В 1885 году основал в Лейпциге «M. P. Belaieff, Leipzig». Этой фирмой было издано за двадцать лет огромное число русских музыкальных сочинений, начиная с романсов и кончая симфониями и операми (в 1902 году Беляев пожертвовал в Императорскую публичную библиотеку 582 тома своих изданий). Ноты издавались самым большим из энциклопедических форматов и были совсем недёшевы. Эта сторона деятельности Беляева потребовала расхода в несколько сот тысяч рублей, о возврате которых он и не мечтал. За неделю до его кончины, когда болезнь сломила его крепкий организм и заставила его лечь в постель, обычный пятничный квартет по его настоянию всё-таки не был отменен. Беляев завещал на продолжение и расширение начатого им музыкального дела значительные капиталы.
Был похоронен в Санкт-Петербурге на Новодевичьем кладбище. В 1936 году захоронение было перенесено в Некрополь мастеров искусств Александро-Невской лавры.
В 1904 году Н. А. Римский-Корсаков написал оркестровую прелюдию «Над могилой», посвятив её памяти своего большого друга и друга всех русских композиторов М. П. Беляева.
В 1909 г. в селе Сорока рядом с первой лесопильной рамой Сорокских заводов был установлен памятник Беляеву, на котором были выбиты слова: «М. П. Беляев, основатель Сорокских заводов. Родился 10 февраля 1836 г. Основал Сорокские заводы в 1865 г. Воздвигнут памятник признательными служащими и рабочими в 1909 г.». Позднее памятник был снесён

## Потомство
Прямого потомства М. П. Беляев не оставил, но вместе со своей супругой Марией Андриановной, которую все домашние называли Мария Андреевна, воспитывал приёмную дочь Валю.